# Eugène Albert Athenase Callay
Eugène Albert Athenase Callay ( 1822 - 1896 ) fue un botánico francés, habiendo clasificado e identificado a especies de la familia Rosaceae, y que publicaba habitualmente en  Bull. Soc. Dauph. y en Mem. Soc. Acad. Maine-et-Loire.
- La abreviatura «Callay» se emplea para indicar a Eugène Albert Athenase Callay como autoridad en la descripción y clasificación científica de los vegetales.[1]